# Бурлы (приток Урала)
Бурлы (баш. Бурлы — от бур `мел` с афф. -лы, то есть «меловой», «богатый мелом») — река в Кувандыкском и Беляевском районах Оренбургской области. Устье реки находится в 1528 км по левому берегу реки Урал. Длина реки составляет 37 км.
Протекает через селения: Воздвиженка, Красноуральск.
Впадают река — Курашасай.

## Данные водного реестра
По данным государственного водного реестра России относится к Уральскому бассейновому округу, водохозяйственный участок реки — Урал от города Орск до впадения реки Сакмара. Речной бассейн реки — Урал (российская часть бассейна).
Код объекта в государственном водном реестре — 12010000812112200004409.

## Топографические карты
- Лист карты M-48-30 оз Соболиное. Масштаб: 1 : 100 000. Издание 1969 г.
- Лист карты M-48-18 Выдрино. Масштаб: 1 : 100 000. Состояние местности на 1972 год. Издание 1976 г.